# زمان (اصطلاح)
الزمان هو الوقت قليلا كان أو كثيرا كما في القاموس. وفي العرف خصّص بستة أشهر. وأجمع أهل اللغة على أن الزمان من شهرين إلى ستة أشهر. وقيل الزمان مدة قابلة للقسمة يطلق على القليل والكثير. والزمان مقدار حركة الفلك الأطلس عند الحكماء. وعند المتكلمين متجدد معلوم يقدر به متجدد آخر موهوم، كما يقال آتيك عند طلوع الشمس، فإن طلوعها معلوم ومجيئة موهوم، فإذا قرن الموهوم بالمعلوم زال الإبهام.

## في الفلسفة والحكمة والكلام
قال بعض قدماء الفلاسفة إنّه جوهر مجرّد عن المادّة لا جسم مقارن لها، ولا يقبل العدم لذاته فيكون واجبا بالذات، إذ لو عدم لكان عدمه بعد وجوده بعدية لا يجامع فيها البعد القبل وذلك هو البعدية بالزمان. فمع عدم الزمان زمان فيكون محالا لذاته فيكون واجبا. ثم إن حصلت الحركة فيه ووجدت لأجزائها نسبة إليه يسمّى زمانا وإن لم توجد الحركة فيه يسمّى دهرا. وردّ بأنّ هذا ينفي انتفاء الزمان بعد وجوده ولا ينفي عدمه ابتداء بأن لا يوجد أصلا، لأنّه لا يصدق أن يقال: لو عدم الزمان أصلا ورأسا لكان عدمه بعد وجوده، والعدم بعد الوجود أخصّ من العدم المطلق، وامتناع الأخص لا يوجب امتناع الأعم.
وقال بعض الحكماء إنّه الفلك الأعظم لأنّه محيط بكل الأجسام المتحرّكة المحتاجة إلى مقارنة الزمان كما أنّ الزمان محيط بها أيضا، وهذا استدلال بموجبتين من الشكل الثاني فلا ينتج كما تقرر على أنّ الإحاطة المذكورة مختلفة المعنى قطعا فلا يتّحد الوسط أيضا. وقيل إنّه حركة الفلك الأعظم لأنها غير قارّة كما أنّ الزمان غير قارة أيضا، وهذا الاستدلال أيضا من جنس ما قبله.
وقال أرسطو إنّه مقدار حركة الفلك الأعظم وهو المشهور فيما بينهم وذلك لأنّ الزمان متفاوت زيادة ونقصانا، فهو كمّ وليس كمّا منفصلا لامتناع الجوهر الفرد فلا يكون مركّبا من آنات متتالية، فهو كمّ متّصل إلّا أنّه غير قارّ. فهو مقدار لهيئة غير قارّة وهي الحركة ويمتنع انقطاعها للدليل المذكور في المذهب الأول، فتكون الحركة مستديرة لأنّ المستقيمة منقطعة لتناهي الأبعاد ووجوب سكون بين كلّ حركتين، وهي الحركة الفلكية التي يقدر بها كل الحركات سريعها بطيئها وليس ذلك إلّا حركة الفلك الأعظم، فهو مقدار لها. وردّ بأنّه لو وجد الزمان لكان مقدارا للوجود المطلق حتى للواجب تعالى والتالي باطل. وأمّا الملازمة فلأنّا كما نعلم بالضرورة أنّ من الحركات ما هو موجود الآن ومنها ما كان موجودا في الماضي ومنها ما سيوجد، نعلم أيضا بالضرورة أنّ الله تعالى موجود الآن وكان موجودا وسيوجد، ولو جاز إنكار أحدهما جاز إنكار الآخر فوجب الاعتراف بهما قطعا. وأمّا بطلان اللازم فلأنّ الزمان إمّا غير قارّ فلا ينطبق أو قارّ فلا ينطبق على غير القارّ فاستحال كونه مقدارا للموجودات بأسرها.
فإن قيل نسبة المتغيّر إلى المتغيّر هو الزمان ونسبة المتغيّر إلى الثابت هو الدهر ونسبة الثابت إلى الثابت هو السرمد، فالزمان عارض للمتغيّرات دون الثابتات؛ قلنا هذا لا طائل تحته وقد يوجّه ذلك القول بأنّ الموجود إذا كانت له هوية اتصالية غير قارّة كالحركة كان مشتملا على متقدّم ومتأخّر لا يجتمعان، فله بهذا الاعتبار مقدار غير قارّ وهو الزمان فتنطبق تلك الهوية على ذلك المقدار، ويكون جزؤها المتقدّم مطابقا لزمان متقدّم وجزؤها المتأخّر مطابقا لزمان متأخّر، ومثل هذا الموجود يسمّى متغيّرا تدريجيا، لا يوجد بدون الانطباق على الزمان، والمتغيّرات الدفعية إنما تحدث في آن هو طرف الزمان فهي أيضا لا توجد بدونه. وأمّا الأمور الثابتة التي لا تغيّر فيها أصلا لا تدريجيا ولا دفعيا فهي وإن كانت مع الزمان العارض للمتغيّرات إلّا أنّها مستغنية في حدود أنفسها عن الزمان بحيث إذا نظر إلى ذواتها يمكن أن تكون موجودة بلا زمان. فإذا نسب متغيّر إلى متغيّر بالمعيّة والقبلية فلا بد هناك من زمان في كلا الجانبين، وإذا نسب [بهما] ثابت إلى متغيّر فلا بد من الزمان في أحد جانبيه دون الآخر، وإذا نسب ثابت إلى ثابت بالمعية كان الجانبان مستغنيين عن الزمان، وإن كانا مقارنين له فهذه معان معقولة [متفاوتة] عبّر عنها بعبارات مختلفة تنبيها على تفاوتها. وإذا تؤمّل فيها حقّ التأمّل اندفع ما ذهب إليه أبو البركات من أنّ الزمان مقدار الوجود حيث قال: إنّ الباري تعالى لا يتصوّر بقاؤه إلّا في زمان وما لا يكون حصوله في الزمان ويكون باقيا لا بد أن يكون لبقائه مقدار من الزمان، فالزمان مقدار الوجود.
وقال المتكلمون الزمان أمر اعتباري موهوم ليس موجودا إذ لا وجود للماضي والمستقبل، ووجود الحاضر يستلزم وجود الجزء، مع أنّ الحكماء لا يقولون بوجود الحاضر فلا وجود للزمان أصلا، ولأنّ تقدّم أجزائه بعضها على بعض ليس إلّا بالزمان فيتسلسل، ولأنّه لو وجد لامتنع عدمه بعدمه لكونه زمانيا فيلزم وجوبه مع تركبه. وعرّفه الأشاعرة بأنّه متجدّد معلوم يقدّر به متجدّد مبهم لإزالة إبهامه، كما يقال: آتيك عند طلوع الشمس فإنّ طلوع الشمس معلوم ومجيئه موهوم فالزمان غير متعيّن فربّما يكون الشيء زمانا لشيء عند أحد ويكون الشيء الثاني زمانا للشيء الأول عند آخر. فقد يقال جاء زيد عند مجيء عمرو وجاء عمرو عند مجيء زيد، وفيه ضعف أيضا. وإن شئت أن تعلمه مع زيادة تفصيل ما تقدم فارجع إلى شرح المواقف. وقال الإمام الرازي في المباحث المشرقية إنّ الزمان كالحركة له معنيان: أحدهما أمر موجود في الخارج غير منقسم وهو مطابق للحركة، بمعنى الكون في الوسط أي كونه بين المبدأ والمنتهى.
وثانيهما أمر متوهّم لا وجود له في الخارج، فإنّه كما أنّ الحركة بمعنى التوسّط تفعل الحركة بمعنى القطع، كذلك هذا الأمر الذي هو مطابق لها وغير منقسم مثلها يفعل بسيلانه أمرا ممتدا وهميا هو مقدار الحركة الوهمية. فالموجود في الخارج من الزمان هو الذي يسمّى بالآن السّيّال. قيل فالتحقيق أنّ القائل بالمعنى الثاني غير قائل بوجوده في الخارج وغير قائل بأنّه قابل للزيادة والنقصان وبأنّه كمّ، وغيره قائل بوجوده في الخارج.
ثم اعلم أنّ الزمان عند الحكماء إمّا ماض أو مستقبل فليس عندهم زمان هو حاضر، بل الحاضر هو الآن الموهوم الذي هو حدّ مشترك بينهما بمنزلة النقطة المفروضة على الخط وليس جزءا من الزمان أصلا، لأنّ الحدود المشتركة بين أجزاء الكمّ المتصلة مخالفة لها في الحقيقة فلا يصحّ حينئذ أن يقال الزمان الماضي كان حاضرا والمستقبل ما سيحضر. وكما أنّه لا يمكن أن تفرض في خط واحد نقطتان متلاقيتان بحيث لا ينطبق أحدهما على الأخرى كذلك لا يمكن أن يفرض في الزمان آنان متلاقيان كذلك، فلا يكون الزمان مركّبا من آنات متتالية ولا الحركة من أجزاء لا تتجزأ.

### فائدة
الله تعالى لا يجري عليه زمان أي لا يتعيّن وجوده بزمان، بمعنى أنّ وجوده ليس زمانيا لا يمكن حصوله إلّا في زمان. هذا مما اتفق عليه أرباب الملل ولا يعرف فيه للعقلاء خلاف، وإن كان مذهب المجسّمة ينجرّ إليه كما ينجرّ إلى الجهة والمكان. أما عند الأشاعرة فلكون الزمان متغيرا غير متعيّن. وأمّا عند الحكيم فلأنّه لا تعلّق له بالزمان وإن كان مع الزمان لأنّ المتعلّق بالزمان ما كان له وجود غير قارّ مندرج منطبق على أجزاء الزمان أو على طرف الزمان وهو الآن السّيّال، والأول يسمّى زمانيا والثاني دفعيا، ومثل هذا الشيء لا يوجد بدون الزمان بخلاف الأمور الثابتة فإنّها بحيث إذا فرض انتفاء الزمان فهو موجود، ففرق بين كان الله ويكون وبين كان زيد ويكون، فإنّ وجوده تعالى مستمرّ مع الزمان لا فيه، بخلاف وجود زيد فإنّه في الزمان ومنطبق عليه ولا يوجد بدون هذا الزمان لتعلقه بأمور منطبقة عليه. وكما أنّ الزمان لا يجري عليه تعالى كذلك لا يجري على صفاته القديمة. وفي التفسير الكبير فعل الله سيتغني عن الزمان لأنّه لو افتقر إلى زمان وجب أن يفتقر حدوث ذلك الزمان إلى زمان آخر فيلزم التسلسل.

### تنبيه
علم مما ذكر أنّا سواء قلنا العالم حادث بالحدوث الزماني كما هو رأي المتكلمين أو بالحدوث الذاتي كما هو رأي الحكماء يتقدّم الباري سبحانه عليه لكونه موجدا إياه ليس تقدما زمانيا، وإلّا لزم كونه تعالى واقعا في الزمان بل هو تقدّم ذاتي عند الحكماء. وعند المتكلّمين قسم سادس كتقدم بعض أجزاء الزمان على بعض. ويعلم أيضا أنّ بقاءه تعالى ليس عبارة عن أن يكون وجوده في زمانين بل عن امتناع عدمه ومقارنته للأزمنة، ولا القدم عبارة عن أن يكون قبل كلّ زمان زمان وإلّا لم يتصف به الباري سبحانه. وعلى هذا ما وقع من الكلام الأزلي بصيغة الماضي ولو في الأمور المستقبلة الواقعة فيما لا يزال كقوله إِنَّا أَرْسَلْنا نُوحاً وذلك لأنّه إذا لم يكن زمانيا لا بحسب ذاته ولا بحسب صفاته كان نسبة كلامه الأزلي إلى جميع الأزمنة على السّوية، إلّا أنّ حكمته تعالى اقتضت التعبير عن بعض الأمور بصيغة الماضي وبعضها بصيغة المستقبل، فسقط ما تمسّك به المعتزلة في حدوث القرآن من أنّه لو كان قديما لزم الكذب في أمثال ما ذكر فإنّ الإرسال لم يكن واقعا قبل الأزل. وأيضا إنا إذا قلنا كان الله موجودا في الأزل وسيوجد في الأبد وهو موجود في الآن لم نرد به أنّ وجوده واقع في تلك الأزمنة بل أردنا أنّه مقارن معها من غير أن يتعلّق بها كتعلّق الزمانيات. وأيضا لو ثبت وجود مجرّدات عقلية لم يكن أيضا زمانيا.
وأيضا إذا لم يكن الباري تعالى زمانيا لم يكن بالنسبة إليه ماض وحال ومستقبل، فلا يلزم من علمه بالمتغيّرات تغيّر في علمه، بل إنّما يلزم ذلك لو دخل فيه الزمان كذا في شرح المواقف.
وفي كليات أبي البقاء الزمان عبارة عن امتداد موهوم غير قارّ الذات متصل الأجزاء يعني أيّ جزء يفرض في ذلك الامتداد [لا] يكون نهاية لطرف وبداية لطرف آخر أو نهاية لهما أو بداية لهما على اختلاف الاعتبارات، كالنقطة المفروضة في الخطّ المتّصل فيكون كلّ آن مفروض في الامتداد الزماني نهاية وبداية لكلّ من الطرفين قائمة بهما. والزمان عند أرسطو وتابعيه من المشّائين هو مقدار الفلك الأعظم الملقّب بالفلك الأطلس لخلوّه عن النقوش كالثوب الأطلس. وبعض الحكماء قالوا إنّ الزمان من أقسام الأعراض وليس من المشخّصات فإنّه غير قارّ والحال فيه أي الزماني قارّ والبداهة حاكمة بأنّ غير القارّ لا يكون مشخّصا للقارّ، وكذا المكان ليس من المشخّصات لأنّ المتمكّن ينتقل إليه وينفكّ عنه والمشخّص لا ينفكّ عن الشخص ومعنى كون الزمان غير قار تقدّم جزء على جزء إلى غير النهاية، لا أنّه كان في الماضي ولم يبق في الحال. والزمان ليس شيئا معيّنا يحصل فيه الموجود. قال أفلاطون إنّ في عالم الأمر جوهرا أزليا يتبدّل ويتغيّر ويتجدّد وينصرم بحسب النّسب والإضافات إلى المتغيّرات لا بحسب الحقيقة والذات، وذلك الجوهر باعتبار نسبة ذاته إلى الأمور الثابتة يسمّى سرمديا، وإلى ما قبل المتغيّرات يسمّى دهرا، وإلى مقارنتها يسمّى زمانا. ولا استحالة في أن يكون للزمان زمان عند المتكلمين الذين يعرّفون الزمان بالأمر المتجدّد الذي يقدّر به متجدّد آخر انتهى من الكليات.